# Jackie Brown
Jackie Brown – amerykański film fabularny (thriller kryminalny) z 1997 roku w reżyserii Quentina Tarantino.
Tarantino jest jednocześnie autorem scenariusza, który napisał na podstawie powieści Rum Punch Elmore'a Leonarda.

## Obsada
- Pam Grier: Jackie Brown
- Samuel L. Jackson: Ordell Robbie
- Robert Forster: Max Cherry
- Bridget Fonda: Melanie
- Michael Keaton: Ray Nicolet
- Robert De Niro: Louis Gara
- Michael Bowen: Mark Dargus
- Lisa Gay Hamilton: Sheronda
- Tom 'Tiny' Lister Jr.: Winston
- Hattie Winston: Simone
- Denise Crosby: obrońca z urzędu
- Sid Haig: sędzia
- Aimee Graham: Amy
- Chris Tucker: Beaumont Livingston
- Ellis Williams: Bartender

## Fabuła
Film opowiada o stewardesie, tytułowej Jackie Brown, przemycającej pieniądze dla handlarza bronią - Ordella Robbiego. Pewnego dnia dwóch śledczych (Ray Nicolette i Mark Dargus) przyłapuje ją na przemycie 50 000 dolarów i narkotyków. Proponują stewardesie wyrok w zawieszeniu i powrót do pracy w zamian za pomoc w dopadnięciu Ordella. Jackie zgadza się na układ z policją, ale jednocześnie próbuje grać na dwa fronty. Ma plan, aby oszukać Ordella i policjantów, a do tego zarobić dużą sumę pieniędzy. Pomaga jej w tym poręczyciel Max Cherry.